# Янне Ахонен
Янне Петтери Ахонен (фін. Janne Petteri Ahonen; * 11 травня 1977, Лахті, Фінляндія) — фінський стрибун на лижах з трампліна, п'ятиразовий чемпіон світу, багаторазовий призер чемпіонатів світу, дворазовий срібний призер зимових олімпіад. Вважається одним з найкращих стрибунів світу. У сезоні 2003/2004 переміг у заліку Кубку світу.